# Martina Koch
Martina Koch   (Frankfurt del Main, 20 de maig de 1959), coneguda també amb el nom de casada Martina Hallmen, és una jugadora d'hoquei sobre herba alemanya, ja retirada, que va competir sota bandera de la República Federal Alemanya durant les dècades de 1970 i 1980.
El 1984 va prendre part en els Jocs Olímpics de Los Angeles, on guanyà la medalla de plata en la competició d'hoquei sobre herba. Quatre anys més tard, als Jocs de Seül, fou cinquena en la mateixa competició.
En el seu palmarès també destaquen una medalla d'or i una de plata a la Copa del món d'hoquei sobre herba, una medalla de bronze al Campionat d'Europa i tres medalles d'or al Campionat d'Europa d'hoquei sala. Durant la seva carrera esportiva disputà 119 partits amb la selecció nacional, dels quals 19 foren en sala. A nivell de clubs jugà al 1. Hanauer THC i guanyà la lliga alemanya de 1983.